# Том (футболист)
Вижте пояснителната страница за други личности с името Том.
Вижте пояснителната страница за други личности с името Силва.
Уелингтон Брито да Силва (на португалски: Wellington Brito da Silva), известен като Том, е бразилски футболист, състезател на Добруджа (Добрич) от 9 август 2021 г. във Втора професионална лига на България. Има българско гражданство от 2007 г.
Атакуващ полузащитник, играещ еднакво добре както по фланговете, така и в центъра на халфовата линия. Бившите му клубове са: бразилските Ботафого, Португеза и Лондриненсе, българския Литекс (Ловеч), турските Истанбул ББ, Елазъгспор и Хатайспор, българските Ботев (Враца) и Добруджа (Добрич)

## Състезателна кариера
През ноември 2006 г. Том идва на проби в Литекс (Ловеч), в които се представя успешно и подписва договор с клуба. Дебютира за „оранжевите“ в А група на 3 март 2007 г., при победа с 3:1 като гост над Спартак (Варна). На 12 май бележи първите си голове за отбора, разписвайки се два пъти при разгромния успех със 7:1 над Беласица (Петрич).
Том започва следващия сезон 2007/08 в прекрасна форма. Още в първия кръг бележи при равенството 1:1 с ЦСКА (София) в Ловеч. До края на полусезона вкарва още четири попадения – по две на Видима-Раковски и Берое (Стара Загора). През декември 2007 г. става „Футболист на годината в Литекс“ в анкета на привържениците, като изпреварва Михаил Венков и Ивелин Попов. През март 2008 г. Том взема български паспорт и обявява публично, че желае да играе за Националния отбор на България. На 14 май той асистира за победния гол на Станислав Манолев във финала за Купата на България, който „оранжевите“ печелят с 1:0 срещу Черно море.
На 26 октомври 2008 г. Том вкарва първия си гол в А група за сезон 2008/09, при успех с 3:1 като гост над Локомотив (Пловдив). Неговото второ попадение идва на 2 ноември, когато Литекс побеждава с 2:1 Локомотив (Мездра). Две седмици по-късно се разписва и за успеха с 2:0 над Сливен. Той вкарва първия си гол за календарната 2009 г., когато бележи четвъртия при разгрома с 5:1 над Ботев (Пловдив) на 4 април.
На 27 юли 2010 г. Том бележи първия в своята кариера гол в европейските клубни турнири, разписвайки се при равенство 1:1 със словашкия Жилина от третия квалификационен кръг на Шампионската лига.
През декември 2011 г. е продаден на Истанбул Башакшехир. За турския отбор изиграва 41 мача и вкарва 2 попадения. През януари 2014 г. се завръща в Литекс под наем до края на сезона.
Преминава в Добруджа (Добрич) на 9 август 2021 г. и играе за жълто-зелените във Втора професионална лига на България до 30 януари 2022 г.
Въпреки краткия си престой в Добрич, Том става любимец на Добруджа (Добрич) със себераздаването си във всеки един мач, като не веднъж бива аплодиран на крака по време на двубой от добруджанската трибуна, нещо рядко виждано, тъй като добруджанци рядко харесват и удобряват кой да е.

## Успехи
Литекс (Ловеч)
- Шампион (2): 2010, 2011
- Купа на България (2): 2008, 2009
- Суперкупа на България (1): 2010